# Dan hrvatske glagoljice i glagoljaštva
Dan hrvatske glagoljice i glagoljaštva je proglasio Hrvatski sabor na inicijativu Instituta za hrvatski jezik i jezikoslovlje.
Proglašenje tog dana inicirao je Institut za hrvatski jezik i jezikoslovlje, koji je 22. veljače odabrao kao spomen na dan kada je 1483. godine, u Kosinjskoj tiskari kao prvoj tiskari u Hrvata, tiskana prva hrvatska knjiga – Misal po zakonu rimskoga dvora.
Dan hrvatske glagoljice i glagoljaštva obilježava se od 2019. godine.